# نواه باومباخ
نواه باومباخ (بالإنجليزية: Noah Baumbach) (1969  م) هو كاتب سيناريو، ومخرج أفلام أمريكي. ولد في بروكلين.

## التعليم
تعلم في كلية فاسار، وثانوية ميدوود ‏.

## وصلات خارجية
- نواه باومباخ على موقع IMDb (الإنجليزية)
- نواه باومباخ على موقع الموسوعة البريطانية (الإنجليزية)
- نواه باومباخ على موقع روتن توميتوز (الإنجليزية)
- نواه باومباخ على موقع مونزينجر (الألمانية)
- نواه باومباخ على موقع ألو سيني (الفرنسية)
- نواه باومباخ على موقع ميوزك برينز (الإنجليزية)
- نواه باومباخ على موقع تيرنر كلاسيك موفيز (الإنجليزية)
- نواه باومباخ على موقع أول موفي (الإنجليزية)
- نواه باومباخ على موقع بوكس أوفيس موجو (الإنجليزية)
- نواه باومباخ على موقع قاعدة بيانات الأفلام السويدية (السويدية)